# Pobrdzie
Pobrdzie – (niem. Brahtal) osada leśna w Polsce położona w województwie kujawsko-pomorskim, w powiecie bydgoskim, w gminie Koronowo.
W latach 1975–1998 miejscowość administracyjnie należała do województwa bydgoskiego.

## Demografia
Według danych Urzędu Gminy Koronowo (XII 2015 r.) osada liczyła 5 mieszkańców.

## II wojna światowa
W osadzie, przy skrzyżowaniu drogi Koronowo - Sokole-Kuźnica z drogą na prom przez Zalew Koronowski, znajduje się tablica upamiętniająca katastrofę w czasie II wojny światowej (w 1942 roku) niemieckiego samolotu transportowego. Samolot ten spadł w tym miejscu w czasie burzy podczas lotu na wschód. Na tablicy wyryto nazwiska pięciu członków załogi. Dowódcą samolotu był Oblt. Hubertus Macha.

## Kwatera myśliwska
W Pobrdziu znajduje się kwatera myśliwska należąca do Ośrodka Hodowli Zwierzyny Różanna.